# Laguna Baja (Pecket)
La laguna Baja es un cuerpo de agua superficial ubicado al costado oeste de la bahía Pecket, en la comuna de Punta Arenas de la Región de Magallanes , Chile.

## Ubicación y descripción
Esta laguna aparece en el inventario público de lagos de Chile publicado por la Dirección General de Aguas del Ministerio de Obras Públicas de Chile con las siguientes características:
- Código: 12510093-7
- Latitud S: 52G 45M
- Longitud W: 70G 51M

## Hidrología
Es una laguna de trasmisión entre la laguna Cabeza de Mar y la bahía Pecket de la ribera norte del estrecho de Magallanes.

## Historia
Luis Risopatrón la describe en su Diccionario Jeográfico de Chile de 1924:: 107 
Baja (Laguna) 52° 44' 70° 51'. Baja, de trasmisión, se encuentra entre la Cabeza del Mar i la bahía Pecket, de la rada Real, del estrecho de Magallanes. 1, XXIV, carta 96; i XXVI, p. 113 i carta 111.